# Wautersia eutropha
Wautersia eutropha es una especie de bacteria perteneciente al género Wautersia.
A. eutrophus produce de manera natural polihidroxialcanoatos (PHA).  Los PHAs son un amplio grupo de polímeros biodegradables que pueden emplearse en la fabricación de plásticos biodegradables. Específicamente, A. eutrophus produce Polihidroxibutirato (PHB), que la bacteria emplea como manera de almacenar carbono cuando se encuentra en un ambiente en el que este elemento es abundante, pero donde escasean otros nutrientes esenciales como el nitrógeno o el fósforo. El gen de A. eutrophus para la producción de PHB ha sido clonado en plantas mediante técnicas de ingeniería genética.
Después de ser modificada a Ralstonia eutrophus, su denominación es Wausteria eutropha.